# 枫顺乡
枫顺乡，是中华人民共和国四川省绵阳市江油市下辖的一个乡镇级行政单位。2019年12月，撤销六合乡，将其所属行政区域划归枫顺乡管辖，枫顺乡人民政府驻顺河前街67号。

## 行政区划
枫顺乡下辖以下地区：
小坝村、清花村、枫橡村、夏村和小院村。